# Daikaijū Monogatari
Daikaijū Monogatari (大貝獣物語?) es un videojuego de rol desarrollado por Birthday y publicado por Hudson Soft para Super Famicom en diciembre de 1994.